# Pedro Paulo Malta
Pedro Paulo Malta Samuel Santos (Rio de Janeiro, 8 de abril de 1976) é um cantor, jornalista e pesquisador brasileiro.

## Discografia
- (2010) É com esse que eu vou
- (2007) Cachaça dá samba
- (2007) Sassaricando - e o Rio inventou a marchinha
- (2007) Sassaricando - e o Rio inventou a marchinha
- (2005) Lamartiníadas - a música de Lamartine Babo
- (2004) Dois Bicudos
- (2003) Lembranças Cariocas
- (2002) O samba é minha nobreza